# Mesrop Maštoc
Mesrop Maštoc (arm. Մեսրոպ Մաշտոց, Hatsik, 362. – Ečmijadzin, 17. veljače 440.), armenski jezikoslovac, izumitelj armenskoga alfabeta, prevoditelj Svetoga pisma, utemeljitelj školstva i pedagoške misli u Armenaca, prosvjetitelj i svetac. 

## Životopis
Rođen je u selu Nacik u provinciji Taron blizu jezera Van. Otac mu je bio poluslobodni seljak. Početnu naobrazbu Mesrop je dobio 370. godine u jednoj od grčkojezičnih škola Tarona. Služio se je grčkim, sirijskim i perzijskim jezikom. Poslije 385. god. došao je u grad Vagaršapat, armensku prijestolnicu, gdje je neko vrijeme služio u cara Hosrova III. Na dvoru armenskoga cara bio je u početku dvorski pisac, a poslije je služio vojsku. Godine službovanja na dvoru imale su jak utjecaj na oblikovanje njegovih političkih i vjerskih nazora. Godine 392. ili 393. primio je kršćanstvo, nakon čega se je zaredio i počeo propovijedati evanđelje među armenskim neznabošcima. Sa skupinom učenika prešao je u mjesto Rotasak u pokrajini Goltn blizu današnjega Nahičevana (Azerbajdžanska autonomna pokrajina). Mesrop je u svojim propovijedima tumačio tekstove Svetoga pisma na grčkom i sirijskom jeziku jer tada Armenci nisu imali vlastito pismo. Maštoc je poznao potrebu da se stvori armensko pismo.

### Svearmenski sabor u Vagaršapatu
Vrativši se u Vagaršapat, Mesrop je isprosio u istomišljenika katolikosa Saaka Parteva (338. – 439.) pomoć i potporu za svoje blagotvorne pothvate. U cilju stvaranja armenske pismenosti na pobudu Maštoca u Vagaršapatu je održano svearmenski sabor na kojem su sudjelovali svi biskupi Armenske Crkve koja je izrazila potpunu potporu općedržavnomu pitanju stvaranja pismenosti i prevođenja Biblije te crkvenih spisa na narodni jezik. Sabor je uz potporu cara Vramšapuha poduprlo tu zamisao. U radu saborišta su sudjelovali ne samo svećenstvo nego i svjetovni čelnici.

### Putovanje u Mezopotamiju
Prije stvaranja armenskoga pisma Mesrop se je sa skupinom svojih učenika, a po naredbi i uz blagoslov katolikosa Saaka, uputio u Mezopotamiju, u gradove Amida, Edessa (Urfa) i Samosat. Učenike je razdijelio u dvije skupine. Jedna skupina je ostala u Edessi i počela izučivati sirijski jezik, a druga je otputovala u grad Samosat radi učenja grčkoga jezika, književnosti i mudroslovlja. Mesrop je najprije posjetio biskupa Danijela u Siriji koji je otkrio "pismena znamenja". Boraveći u biskupa Danijela shvatio je da ta znamenja uglavnom ne odgovaraju armenskomu jeziku jer ne oznamenjuju sve njegove glasove. Nakon boravka u Siriji, Mesrop je krenuo u Edessu gdje je pohodio ondašnju glasovitu knjižnicu u kojoj je proučio pismena različitih jezika, upoznao se sa strukturom i oblicima slova, načinom pisanja te je tek nakon toga počeo stvarati armenski alafabet. U radu na stvaranju alfabeta Maštoc se koristio grčkim, pehlevijskim (srednjoperzijskim), etiopskim i nizom drugih pisanih sustava. Iz Edesse Mesrop je prešao u Samosat gdje je zajedno s izvrsnim grčkim krasopiscem Rofanosom (Rufinom) radio na konačnom izgledu i obliku armenskih slova. U Samosatu je završio svoj rad i vratio se je u Armeniju.

### Armensko pismo
Prvotno armensko pismo, koje je stvoreno oko 405./406. god., sastojalo se je od 36 slova, od kojih su njih 7 samoglasnici, a 29 - suglasnici, nakon 12. st. nadodana su još dva slova (Օ i Ֆ). Mesrop je odredio zvukoslovna (fonetička) i pravopisna pravila armenskoga jezika, a po uzoru na grčki pravopis uveo je način pisanja slijeva udesno za razliku od sirijskoga pravopisa gdje se je pisalo obratno. Nekoć su, prije preuzimanja sustava arapskih brojeva, sva slova armenskoga pisma imala brojevnu vrijednost, kao i slova hrvatske glagoljice, kojoj sliče. Mesrop je uvjetno razdijelio 36 znamenja u 4 reda, gdje prvi (od Ա do Թ) znamenuje jedinice, drugi (od Ժ do Ղ) - desetice, treći (od   Ճ do Ջ) - stotice, a četvrti (od Ռ do Ք) - tisućice. Zahvaljujući većem broju znamenja negoli u grčkom i hebrejskom alfabetu, brojevni sustav dopušta pisanje i tisuća uz pomoć pojedinih znamenja (sve do 9.999). Za oznamenjivanje deset tisuća i njenih množitelja nad odgovarajućim slovom je pisano znamenje ^ koji je nazvano "bjur" (deset tisuća). Tako je npr. slovo Ա sa znamenjem “bjur“ znamenovalo 10.000, a zadnje slovo alfabeta Ք s istim znamenjem - 90 milijuna. Takav je sustav brojevnoga pisanja korišten u Armeniji sve do 17. st. 

### Utemeljivanje škola i prevoditeljska djelatnost
Po povratku u prijestolnicu Vagaršapat Mesrop je utemeljio bogoslovsku školu, prvu visoku školu na području kršćanske Armenije. On je bio i jedan od prvih predavača te škole. U bogoslovskoj školi predavana su tri predmeta (trivium): slovnica, logika te retorika, a također naravno i pojedine teme iz bogoslovlja. Škola je bila osnovana po uzoru na grčke škole. Mesrop je razradio metodiku nastave armenskoga jezika. Osim jezika posebna je pozornost posvećivana crkvenomu pjevanju te tjelesnom odgoju. Mesropovom zaslugom diljem Armenije su se započele širiti armenske škole na vlastitom, osebujnom armenskom jeziku. Istodobno nakon stvaranja armenskoga pisma S. Partev i M. Maštoc su odabrali između svojih učenika sposobne ljude koje su poslali na nauke u inozemstvo ponajprije u Bizant, Edessu, Aleksandriju, Atenu. Učenici su morali u inozemstvu proučiti onodobnu kršćansku duhovnu i kulturnojezičnu baštinu i poslije ju prevesti na armenski jezik. Tako je postala u Armeniji škola ili akademija "otaca prevoditelja". Osim vjere armenski alfabet je postao važan čimbenik koji je očuvao nacionalni identitet tijekom stoljeća. Jak kulturno-prosvjetni pokret (stvaranje alfabeta, utemeljivanje škola, prijevod Biblije, prevođenje bogoslovne i mudroslovne književnosti) na čelu sa sv. Mesropom, sv. Saakom te plejadom njihovih učenika postao je jedan od razloga kanonizacije prevoditelja. Armenska crkva je ustanovila poseban spomendan svetih prevoditelja. U ovaj se dan spominju neki od njih - Mesrop Maštoc, biskup Egiše (ljetopisac povijesti Avarajrske bitke 451. god.), Movses Horenaci (autor je Povijesti armenskoga naroda), mudroslov David Nepredobitni (autor je mnogih mudroslovnih i bogoslovnih traktata, prevoditelj Aristotelovih djela), Grigor Narekaci (autor je Knjige tužnih bogoljubnih pjesama), katolikos Nerses Klajeci.

### Misionarska djelatnost na Kavkazu
Nakon dokončanja misonarske djelatnosti u istočnoj Armeniji, Mesrop je sa skupinom učenika pošao u Bizant s nakanom utemeljenja armenskih škola u zapadnoj Armeniji, koja je bila tada pod upravom Bizanta. Na granici je susreo zapovjednika bizantske vojske Anatolija Flavija, koji je cara Teodozija II. izvijestio o Mesropovim nakanama. Mesropovoj molbi nije bilo zadovoljeno i on odluči bez učenika otputovati u Carigrad k caru Teodoziju II. s nakanom da zaprosi dopuštenje za misionarsku djelatnost na istoku Bizantskoga Carstva. Nakon sastanka s carem Teodozijem II. dobio je od njega dopuštenje za prosvjetiteljsku djelatnost na istoku Carstava. Prema staroarmenskim spisima, usput budi rečeno, Mesrop je prije putovanja u zapadnu Armeniju prebivao u Iberiji (dio stare Gruzije), gdje je uz pomoć prevoditelja Džaga sastavio slova iberskoga (gruzijskoga) pisma. Prema životopisu sv. Mesropa, koji je sastavio njegov učenik Korjun, Mesrop je početkom 420. god. napisao i alfabet za kavkaske Albance, zajedno s poznatim svećenikom i prevoditeljem Benjaminom.
Umro je u gradu Vagaršapatu. Armenski vladar Vaan Amatuni i Amajak Mamikonjan s počastima su ga pokopali selu Ošakan blizu Erevana, gdje se sada nalazi crkva sv. Mesropa Maštoca. Na temelju novoga armenskoga alfabeta razvijala se je, zaslugom katolikosa sv. Saaka, sv. Mesropa i njegovih učenika, bogata armenska književnost koja je podigla narodnu samosvijest te učvrstila armensku istobit i osigurala narodni opstanak pod onodobnom tuđinskom vlašću. 